# Leń marcowy
Leń marcowy (Bibio marci) – gatunek muchówki z rodziny leniowatych (Bibionidae). Jeden z najszerzej rozprzestrzenionych i najpospolitszych przedstawicieli tej rodziny. 

## Etymologia nazwy
Gatunek opisany po raz pierwszy przez Linneusza jako Tipula Marci. Epitet gatunkowy wywodzi się od zwyczajowej francuskiej nazwy tego owada la mouche de Saint Marc, nadanej ze względu na porę wylotu osobników dorosłych tego owada, przypadającą wczesną wiosną, około dnia św. Marka (25 kwietnia).

## Opis
Długość 10–14 mm . Gęsto owłosiona czarna muchówka. Często widzi się latające samce z długimi, zwisającymi nogami – jest to część ich lotów godowych. Występuje wyraźny dymorfizm płciowy. Samica – większa od samca – ma czarne skrzydła i małe oczy, natomiast samca cechują duże oczy i przezroczyste skrzydła.
Występuje w Europie. Ze środowisk naturalnych zasiedla skraje lasów; spotykana również w żywopłotach ogrodów. Dorosłe osobniki można zaobserwować od kwietnia do czerwca, żyją w tym stadium około tygodnia. Większość życia spędzają jako larwy. Samica składa jaja w ziemi i ginie krótko potem. Larwy rozwijają się przez jesień i zimę w ziemi, żywiąc się korzeniami roślin . Osiągają dojrzałość w pierwszej wiośnie życia.